# Vanessa Low
Vanessa Low, född 17 juni 1990 i Schwerin, är en tysk friidrottare.
Lows familj flyttade till Ratzeburg där hon 2006 miste sina ben i samband med en trafikolycka med ett tåg. Idrotten blev ett av hennes sätt för att komma över händelsen. Low debuterade 2009 som senioridrottare. Hennes största framgångar är en guldmedalj i längdhopp samt en silvermedalj i 100 meter sprint vid paralympiska sommarspelen 2016. Samma år fick hon Silbernes Lorbeerblatt som är Tyskland främsta utmärkelse för idrottare.